# Verticordia verticillata
Verticordia verticillata là một loài thực vật có hoa trong Họ Đào kim nương. Loài này được Byrnes miêu tả khoa học đầu tiên năm 1977.